# 50-я стрелковая дивизия
50-я стрелковая дивизия — формирование (соединение, стрелковая дивизия) РККА ВС СССР, принимавшее участие в Великой Отечественной войне (ВОВ).
Полное наименование по окончании войны — 50-я стрелковая Запорожско-Кировоградская Краснознамённая орденов Суворова и Кутузова дивизия.

## История
Сформирована в мае 1936 года на базе Управления строительных работ № 27 в Витебской области как «УРовская» дивизия Полоцкого укреплённого района.
Принимала участие в:
- 1939 году, в Польской кампании;
- 1939—1940 годах в советско-финляндской войне.

В действующей армии во время:
- польской войны ??.09.1939 год;
- финской войны с 03.02 по 13.03.1940 года;
- ВОВ с 22 июня 1941 по 4 февраля 1943, с 4 марта 1943 по 5 сентября 1944 и с 30 октября 1944 по 11 мая 1945 года.

Перед войной дислоцировалась в районе Полоцк — Боровуха-1 — Экимань Витебской области. По довоенному плану прикрытия 21-й стрелковый корпус, в состав которого включалась дивизия, должен был к концу 15-го дня мобилизации выдвинуться в район восточнее Гродно и составить второй эшелон 3-й армии. 15 июня 1941 получила приказ командующего 3-й армией: 18 июня выступить маршевым порядком с зимних квартир и сосредоточиться в лесу в 10 километрах юго-западнее Сморгони. На марше была подчинена себе командованием 13-й армии.
Получила задачу: 24 июня совместно с подразделениями 5-й танковой дивизии, Виленского пехотного училища и 84-го полка войск НКВД прикрыть Молодечно с северо-запада на рубеже Данюшево, Сморгонь. Части дивизии с ходу вступили в бой с силами противника на реке Вилия, северо-западнее Молодечно, с боями отходила на Плещеницы.
Дивизия находилась на северном фланге уже расчленённой 13-й армии и с 27 июня 1941 года отрезанная от главных сил, отходила на Березину севернее Борисова. Утром 30 июня 1941 года была в районе Логойск, Плещеницы. Приняла под своё начало отброшенные к Логойску подразделения 64-й стрелковой дивизии и остатки 331-го полка 100-й стрелковой дивизии (окружённого ранее в районе Острошицкого Городка), 1 июля 1941 года оставила Плещеницы.
Со 2 июля 1941 года обороняется на борисовском направлении, в этот день часть немецкой 20-й моторизованной дивизии двинулась вдоль Логойского тракта, оттеснила дивизию и заняла Бегомль. Однако в последующие три дня 20-ю моторизованную дивизию, выдвинувшуюся на Лепель со стороны Бегомля, на три дня дивизия задержала, вела бои в районе деревни Липск Докшицкого района и на рубеже Палик, Холхолица, Студенка севернее города Борисова.
5 июля 1941 года дивизия начала отступление через Сенно, к 7 июля 1941 вышла под Витебск, с 9 июля 1941 года ведёт бои за Витебск. К 11 июля 1941 года вследствие тяжёлых потерь выведена в Велиж на переформирование. 14 июля 1941 года вражеские войска вышли к Велижу и не успевшая укомплектоваться дивизия начала отход на восток.
23 июля 1941 малые остатки дивизии выведены из боёв и направлены на доукомплектование в район 12 километров восточнее Вязьмы.
6 августа 1941 года в ходе Смоленского сражения вновь введена в бой, наступает в районе Ярцево, за 17 августа 1941 года дивизия продвинулась на 17 километров, после чего заняла оборону на рубеж Рядыни — Осипово — Чистая.

### На оборонительном рубеже
11 сентября 1941 года дивизия получила Боевой приказ командующего войсками 19-й армии № 055 на оборону занимаемого рубежа:

…7. 50 сд с 596 гап, 120 гап, 3 батареей 374 ап оборонять полосу Осипова, Чистая, Бородулино, Балыкина. Передний край полосы главного сопротивления иметь на рубеже зап. окр. Осипова, выс. 222.8, зап. окр. Чистая….
…11. Комдивам 166, 50 смену частей 64, 91 сд и 101 тд провести к 2.00 12.9.41….
…13. Артиллерия:
— Сборник боевых документов Великой Отечественной войны. Выпуск 41. (приводится по: Генеральный Штаб. Военно-научное управление Сборник боевых документов Великой Отечественной войны. — Москва: Воениздат, 1960. — Т. 41.)
На 1 октября 1941 года в полосе обороны 50-й стрелковой дивизии в 10-12 км северо-восточнее Ярцево и в 3-4 км от переднего края, который проходил по притоку реки Вопь, реке Царевич, занимал огневые позиции 120-й гаубичный артиллерийский полк.
На 3 октября 1941 года дивизия продолжала удерживать Рядыни — Осипово — Чистая (юго-восточнее Духовщины). На 4 октября 1941 года отошла за Вопь и оборонялась на восточном берегу реки Вопь на участке Курганово — Подылище — Озерище. 4 октября 1941 года дивизия выведена из боёв и на автомашинах переброшена в Вязьму, чтобы не дать сомкнуться в этом районе немецким частям и завершить окружение, однако дивизия опоздала, что тем не менее спасло саму дивизию от окружения. По существу дивизия спаслась благодаря тому, что проскочила Вязьму транзитом на выделенном ей штабом армии автотранспорте и спешно отошла (точнее — уехала) в направлении Туманово — южнее Гжатска — на Верею.
На 19 октября 1941 года дивизия вела бой под Вереёй, после чего немедленно была снята и переброшена в район Шаликово, Дорохово, прикрывая Можайское направление. Совершив ночной марш, к утру 20 октября 1941 года дивизия вышла в район Шаликово и завязала бой с противником. Дивизии для обороны были приданы два дивизиона 154 гап, 999 пап, 1 дивизион 154 пап, 316 артполк ПТО, а также 20-я танковая бригада. К вечеру 20 октября 1941 года дивизия отошла за реку Протва на рубеж Алексино — Петрищево, затем к Дорохову, где была организована оборона. Дивизия была пополнена остатками 19-й и 103-й стрелковых дивизий, а также группами, выведенными из-под Вязьмы генерал-майором А. К. Кондратьевым. 23 октября 1941 года вражеские войска нанесли мощный удар по порядкам дивизии и 22-й танковой бригады; дивизия под ударом, ведя жестокий бой, отошла сначала к Дорохово, а затем ещё восточнее. 25 октября 1941 года в районе деревни Горбово Рузского района практически полностью, в количестве более 800 человек, погиб 230-й запасной учебный пехотный полк из состава дивизии. К 31 октября 1941 года дивизия прекратила отступление у Тучково. К 16 ноября 1941 года дивизия занимала оборону по северо-западной и западной окраинам Тучково, отметка 212,2 (1,5 километр юго-западнее Мухина), Даниловка (искл.) и далее до разъезда 85-й километр, фронт обороны 8 километров, вела бой за Томшино и Морево, под ударами отошла ещё несколько восточнее.
С 16 ноября 1941 года по 11 декабря 1941 года держала оборону на рубеже Полушкино — Герцено — Агафоново. Так, 2 декабря 1941 года вела тяжёлый бой в районе деревень Троицкое, Криуши и Власово.
11 декабря 1941 года перешла в наступление. 13 декабря 1941 года дивизия прорвалась через реку Москву и освободила несколько деревень. Затем некоторое время вела безрезультатные наступательные бои, наткнувшись на сильное сопротивление противника, и только к 20 декабря 1941 года продвинулась по южному берегу реки Москвы, овладела Красотином, Кожином, посёлком имени Кагановича. 21 декабря 1941 года вражеские войска предприняли сильные контратаки и принудили дивизию отойти на северный берег реки Москвы.
11 января 1942 года дивизия освободила Тучково и 12 января вновь перешла в наступление в общем направлении на Можайск, окружила противника в Белобородово, колхоз им. Кагановича, 13 января овладела Дубровкой. Продолжая после Дорохово преследовать противника, дивизия 16 января вышла на линию Костино, Красный Стан, Зачатье, Александрово, Михайловское, Бугайлово. К утру 17 января 1942 года дивизия овладела посёлком Первомайским. 19 января во взаимодействии с 20-й танковой бригадой закрепилась в районе Макарово, Тетерино, затем вплоть до апреля 1942 года вела бои западнее Гжатска, где была остановлена и вела бои там вплоть до начала 1943 года. В начале февраля 1943 года переброшена на рубеж реки Северский Донец, где развивалась Ворошиловградская операция. Прибыла на рубеж реки Северский Донец когда операция уже провалилась, и заняла позиции по рубежу реки — однако непосредственно по прибытии захватила и некоторое время в боях удерживала плацдарм у деревни Татьяновка, затем была вынуждена отступить на другой берег реки; передислоцирована ниже по течению, в район Сидоровки.
17 июля 1943 года в ходе Изюм-Барвенковской операции форсировала Северский Донец и смогла отвоевать небольшой плацдарм.
С 13 августа 1943 года наступает в ходе Донбасской наступательной операции через район Павлограда. В ходе Запорожской операции 14 октября 1943 года принимает участие в освобождении Запорожья.
Наступая в ходе Знаменской операции в ноябре — декабре 1943 года, вышла в район Знаменки. Возобновив наступление в ходе Кировоградской операции с 5 января 1944 года, уже 7 января вошла в Кировоград, с 9 по 12 января 1944 года ведёт бои за Старый Данциг, имея справа части 9-й гвардейской воздушно-десантной дивизии, откуда и начала наступление в направлении на Первомайск 3 марта 1944 года в ходе Уманско-Ботошанской операции. Очевидно, к началу апреля 1944 года отведена во фронтовой резерв и к маю 1944 года переброшена на плацдарм на Пруте севернее города Яссы.
На май-июнь 1944 года находится на плацдарме на реке Прут, севернее города Яссы, ведёт оборону ключевого пункта Олларилор. 19 августа 1944 года ведёт бои в 13 километрах севернее города Яссы, частью сил 21 августа 1944 года участвовала в освобождении города.
С 5 сентября 1944 года — в резерве, переброшена в район Владимир-Волынского, а затем в район Розвадув, Ежове, Рудник.
С 17 января 1945 года в ходе Сандомирско-Силезской операции наступала в направлении Сташув, Радомско, Рыхталь, Маргарет, в ходе операции 25 января 1945 года приняла участие в освобождении Олесницы, к концу января вышла к Бреслау, приняла участие в окружении города. В ночь на 30 января 1945 года форсирует Одер в 10 километрах северо-западнее Бреслау. В течение февраля-марта 1945 года участвует в Нижнесилезской операции, с ожесточёнными боями к концу марта вышла в район Бунцлау. Оттуда же с 16 апреля 1945 года наступает в ходе Берлинской операции, в этот день ведёт бой за населённый пункт Грос-Крауша (9 километров севернее города Гёрлиц). Затем в мае 1945 года участвует в Пражской операции, подходит к Праге с севера через Млада-Болеслав, в районе которого и закончила боевые действия.

## В составе
| Дата            | Фронт (округ)        | Армия                 | Корпус                             | Примечания                                                                                      |
| --------------- | -------------------- | --------------------- | ---------------------------------- | ----------------------------------------------------------------------------------------------- |
| 22.06.1941 года | Западный фронт       | -                     | -                                  | Согласно Боевому составу Красной Армии на 22 июня 1941 г. соединение имело фронтовое подчинение |
| 01.07.1941 года | Западный фронт       | 13-я армия            | 21-й стрелковый корпус             | -                                                                                               |
| 10.07.1941 года | Западный фронт       | 22-я армия            | -                                  | -                                                                                               |
| 01.08.1941 года | Западный фронт       | 19-я армия            | 2-й стрелковый корпус              | -                                                                                               |
| 01.09.1941 года | Западный фронт       | 19-я армия            | -                                  | -                                                                                               |
| 01.10.1941 года | Западный фронт       | 19-я армия            | -                                  | -                                                                                               |
| 01.11.1941 года | Западный фронт       | 5-я армия             | -                                  | -                                                                                               |
| 01.12.1941 года | Западный фронт       | 5-я армия             | -                                  | -                                                                                               |
| 01.01.1942 года | Западный фронт       | 5-я армия             | -                                  | -                                                                                               |
| 01.02.1942 года | Западный фронт       | 5-я армия             | -                                  | -                                                                                               |
| 01.03.1942 года | Западный фронт       | 5-я армия             | -                                  | -                                                                                               |
| 01.04.1942 года | Западный фронт       | 5-я армия             | -                                  | -                                                                                               |
| 01.05.1942 года | Западный фронт       | 5-я армия             | -                                  | -                                                                                               |
| 01.06.1942 года | Западный фронт       | 5-я армия             | -                                  | -                                                                                               |
| 01.07.1942 года | Западный фронт       | 5-я армия             | -                                  | -                                                                                               |
| 01.08.1942 года | Западный фронт       | 5-я армия             | -                                  | -                                                                                               |
| 01.09.1942 года | Западный фронт       | 33-я армия            | -                                  | -                                                                                               |
| 01.10.1942 года | Западный фронт       | 33-я армия            | -                                  | -                                                                                               |
| 01.11.1942 года | Западный фронт       | 33-я армия            | -                                  | -                                                                                               |
| 01.12.1942 года | Западный фронт       | 33-я армия            | -                                  | -                                                                                               |
| 01.01.1943 года | Западный фронт       | 33-я армия            | -                                  | -                                                                                               |
| 01.02.1943 года | Западный фронт       | 33-я армия            | -                                  | -                                                                                               |
| 01.03.1943 года | Юго-Западный фронт   | 1-я гвардейская армия | 19-й стрелковый корпус             | -                                                                                               |
| 01.04.1943 года | Юго-Западный фронт   | 1-я гвардейская армия | 19-й стрелковый корпус             | -                                                                                               |
| 01.05.1943 года | Юго-Западный фронт   | 1-я гвардейская армия | 29-й гвардейский стрелковый корпус | -                                                                                               |
| 01.06.1943 года | Юго-Западный фронт   | 1-я гвардейская армия | 33-й стрелковый корпус             | -                                                                                               |
| 01.07.1943 года | Юго-Западный фронт   | 1-я гвардейская армия | 33-й стрелковый корпус             | -                                                                                               |
| 01.08.1943 года | Юго-Западный фронт   | 8-я гвардейская армия | 33-й стрелковый корпус             | -                                                                                               |
| 01.09.1943 года | Юго-Западный фронт   | 6-я армия             | 33-й стрелковый корпус             | -                                                                                               |
| 01.10.1943 года | Юго-Западный фронт   | 8-я гвардейская армия | 33-й стрелковый корпус             | -                                                                                               |
| 01.11.1943 года | 3-й Украинский фронт | 8-я гвардейская армия | 33-й стрелковый корпус             | -                                                                                               |
| 01.12.1943 года | 3-й Украинский фронт | -                     | 33-й стрелковый корпус             | -                                                                                               |
| 01.01.1944 года | 2-й Украинский фронт | -                     | 33-й стрелковый корпус             | -                                                                                               |
| 01.02.1944 года | 2-й Украинский фронт | 5-я гвардейская армия | 27-й гвардейский стрелковый корпус | -                                                                                               |
| 01.03.1944 года | 2-й Украинский фронт | 7-я гвардейская армия | 27-й гвардейский стрелковый корпус | -                                                                                               |
| 01.04.1944 года | 2-й Украинский фронт | -                     | -                                  | -                                                                                               |
| 01.05.1944 года | 2-й Украинский фронт | 52-я армия            | 73-й стрелковый корпус             | -                                                                                               |
| 01.06.1944 года | 2-й Украинский фронт | 52-я армия            | 73-й стрелковый корпус             | -                                                                                               |
| 01.07.1944 года | 2-й Украинский фронт | 52-я армия            | 73-й стрелковый корпус             | -                                                                                               |
| 01.08.1944 года | 2-й Украинский фронт | 52-я армия            | 73-й стрелковый корпус             | -                                                                                               |
| 01.09.1944 года | 2-й Украинский фронт | 52-я армия            | 48-й стрелковый корпус             | -                                                                                               |
| 01.10.1944 года | Резерв Ставки ВГК    | 52-я армия            | 48-й стрелковый корпус             | -                                                                                               |
| 01.11.1944 года | 1-й Украинский фронт | 52-я армия            | 48-й стрелковый корпус             | -                                                                                               |
| 01.12.1944 года | 1-й Украинский фронт | 52-я армия            | 48-й стрелковый корпус             | -                                                                                               |
| 01.01.1945 года | 1-й Украинский фронт | 52-я армия            | 73-й стрелковый корпус             | -                                                                                               |
| 01.02.1945 года | 1-й Украинский фронт | 52-я армия            | 73-й стрелковый корпус             | -                                                                                               |
| 01.03.1945 года | 1-й Украинский фронт | 52-я армия            | 73-й стрелковый корпус             | -                                                                                               |
| 01.04.1945 года | 1-й Украинский фронт | 52-я армия            | 73-й стрелковый корпус             | -                                                                                               |
| 01.05.1945 года | 1-й Украинский фронт | 52-я армия            | 73-й стрелковый корпус             | -                                                                                               |

## Состав

### 1940
- управление;
- 2 сп;
- 49 сп;
- 359 сп;
- 257 гап;
- 202 ап;
- 398 отб;
- полевая почта № 16
- 89 оиптд

### 1945
- управление
- 2-й стрелковый Краснознамённый полк
- 49-й стрелковый полк
- 359-й стрелковый Краснознамённый полк
- 202-й лёгкий артиллерийский Краснознамённый полк
- 257-й гаубичный артиллерийский полк
- 480-й миномётный дивизион (с 01.11.1941 по 20.10.1942)
- 89-й отдельный истребительно-противотанковый дивизион (до 15.09.1941 и с 23.12.1942)
- 6-я отдельная разведывательная рота
- 68-й отдельный сапёрный батальон
- 81-й отдельный батальон связи (81-я, 1443-я отдельная рота связи)
- 614-й (10-й) медико-санитарный батальон
- 107-я отдельная рота химический защиты
- 41-я (130-я) автотранспортная рота
- 125-я (273-я) полевая хлебопекарня
- 51-й (219-й) дивизионный ветеринарный лазарет
- 883-я полевая почтовая станция
- 320-я полевая касса Госбанка

## Командование

### Командиры
- Новосельский, Юрий Владимирович (08.08.1937 — 07.1938)
- Горячев, Сергей Георгиевич (1937 — ноябрь 1939)
- Ерёмин, Степан Илларионович (с декабря 1939 по июль 1940), комбриг, с 01.04.1940 комдив
- Евдокимов, Василий Павлович (08.08.1940 — 01.08.1941), генерал-майор (пропал без вести после 15.07.1941 на Западном фронте)
- Борейко, Аркадий Александрович (02.08.1941 — 16.10.1941), полковник
- Иовлев, Сергей Иванович (17.10.1941 — 18.10.1941), полковник
- Лебеденко, Никита Федотович (19.10.1941 — 12.03.1942), генерал-майор
- Берестов, Пётр Филиппович (13.03.1942 — 04.04.1942), полковник
- Лебеденко, Никита Федотович (05.04.1942 — 07.03.1944), генерал-майор
- Рубан, Николай Алексеевич (08.03.1944 — 09.05.1945), подполковник, с 23.03.1944 полковник
- Васильев, Василий Ефимович (1945—1946), генерал-майор[3]
- Соколов, Юрий Иванович (00.06.1946 — 00.04.1947)

### Заместители командира
- Писарев, Иван Васильевич (??.04.1942 — ??.05.1942), полковник.

### Начальники штаба
- Н. С. Дэви (1936 — 1941), полковник
- Шацков, Андрей Георгиевич (??.10.1941 — ??.11.1941), полковник
- …Кравченко Андрей Устинович, майор, погиб 19.01.1942, 359сп

## Награды и наименования
| Награда (наименование)                 | Дата                                                         | За что награждена |
| -------------------------------------- | ------------------------------------------------------------ | --- |
| Почётное наименование «Запорожская»    | Приказ Верховного Главнокомандующего № 33 от 14.10.1943 года | Присвоено за отличие в боях при освобождении города Запорожье. |
| Почётное наименование «Кировоградская» | Приказ Верховного Главнокомандующего № 57 от 09.01.1944 года | Присвоено за отличие в боях при освобождении Кировограда |
| Орден Красного Знамени                 | Указ Президиума Верховного Совета СССР от 29.03.1944 года    | За образцовое выполнение заданий командования в боях за освобождение города Новоукраинка и важного железнодорожного узла Помошная и проявленные при этом доблесть и мужество. |
| Орден Суворова II степени              | Указ Президиума Верховного Совета СССР от 19.02.1945 года    | За образцовое выполнение заданий командования в боях с немецкими захватчиками, за овладение городами Острув и Ельс и проявленные при этом доблесть и мужество. |
| Орден Кутузова II степени              | Указ Президиума Верховного Совета СССР от 28.05.1945 года    | За образцовое выполнение заданий командования в боях при прорыве обороны немцев на реке Нейссе и овладении городами Коттбус, Люббен, Цоссен, Беелитц, Лукенвальде, Тройенбрицен, Цана, Мариенфельде, Треббин, Рангсдорф, Дидерсдорф, Кельтов и проявленные при этом доблесть и мужество. |

## Отличившиеся воины дивизии
| Награда                    | Ф. И. О.                        | Должность                                                                             | Звание                                       | Дата награждения                 | Примечания |
| -------------------------- | ------------------------------- | ------------------------------------------------------------------------------------- | -------------------------------------------- | -------------------------------- | --- |
|                            | Айрапетян, Григорий Михайлович  | командир взвода 756-го стрелкового полка                                              | младший лейтенант                            | 07.04.1940                       | |
|                            | Бутяков, Сергей Николаевич      | командир танка 398 отдельного танкового батальона                                     | младший командир                             | 07.04.1940                       | Звание присвоено посмертно. |
|                            | Василишин, Николай Яковлевич    | сапёр 68-го отдельного сапёрного батальона                                            | ефрейтор                                     | 10.04.1945                       | |
|                            | Винокуров, Борис Алексеевич     | командир танка 398-го отдельного танкового батальона                                  |                                              | 07.04.1940                       | посмертно |
|                            | Волков, Александр Михайлович    | стрелок 359-го стрелкового полка                                                      | красноармеец                                 | 10.04.1945                       | |
| Герой Российской Федерации | Галушкин, Николай Иванович      | руководитель группы снайперов                                                         | лейтенант в отставке (на момент награждения) | 21.06.1995                       | уничтожив 418 солдат и офицеров противника, является 6-м по результативности снайпером РККА. Винтовка снайпера выставлена в Кировском краеведческом музее |
|                            | Гончаров, Пётр Тихонович        | командир отделения разведки 2 стрелкового полка                                       | сержант                                      | 24.03.1945                       | |
|                            | Горобец, Владимир Антонович     | пулемётчик 359 стрелкового полка                                                      | младший сержант                              | 27.06.1945                       | |
|                            | Гуденко, Михаил Александрович   | командир взвода противотанковых орудий 49-го стрелкового полка                        | лейтенант                                    | 07.04.1940                       | посмертно |
|                            | Дружинин, Андрей Алексеевич     | разведчик 49 стрелкового полка                                                        | сержант                                      | 27.06.1945                       | |
|                            | Зайцев, Павел Михайлович        | командир отделения                                                                    | старший сержант                              | 26.02.1945                       | посмертно, закрыл телом амбразуру |
|                            | Ибрагимов, Гариф Ибрагимович    | командир орудийного расчёта 49 стрелкового полка                                      | старший сержант                              | 27.06.1945                       | |
|                            | Козлов, Ефим Михайлович         | командир взвода 359 стрелкового полка                                                 | младший лейтенант                            | 07.04.1940                       | Звание присвоено посмертно |
|                            | Копылов, Иван Павлович          | командир расчёта 45-мм пушки 49 стрелкового полка                                     | старшина                                     | 27.06.1945                       | |
|                            | Кротов, Григорий Ильич          | командир взвода пешей разведки 359 стрелкового полка                                  | старшина                                     | 27.06.1945                       | |
|                            | Ламзин, Фёдор Иванович          | старший механик-водитель                                                              | красноармеец                                 | 7.04.1940                        | посмертно, погиб прикрывая эвакуацию раненого командира                                                                                                   |
|                            | Лихачёв, Василий Иванович       | башенный стрелок 398 отдельного танкового батальона.                                  | красноармеец                                 | 07.04.1940                       | Звание присвоено посмертно. |
|                            | Малышев, Александр Иванович     | командир взвода пешей разведки 2-го стрелкового полка                                 | старший сержант                              | 20.05.1944 10.06.1944 24.03.1945 | |
|                            | Машков, Николай Васильевич      | механик-водитель танка 398-го отдельного танкового батальона                          | младший комвзвод                             | 11.02.1940                       | посмертно |
|                            | Москаленко, Фёдор Михайлович    | помощник командира взвода 89 отдельного истребительно-противотанкового дивизиона.     | старшина                                     | 10.04.1945                       | |
|                            | Наумов, Василий Михайлович      | командир роты 359-го стрелкового полка                                                | старший лейтенант                            | 10.04.1945                       | |
|                            | Поскрёбышев, Иван Сергеевич     | пулемётчик 359-го стрелкового полка                                                   | младший сержант                              | 10.04.1945                       | |
|                            | Розанов, Василий Петрович       | командир танкового взвода 398 отдельного танкового батальона.                         | младший лейтенант                            | 07.04.1940                       | Звание присвоено посмертно |
|                            | Самородов, Николай Евстигнеевич | командир роты 359-го стрелкового полка                                                | старший лейтенант                            | 10.04.1945                       | |
|                            | Сергеев, Пётр Петрович          | заместитель командира стрелкового батальона 359-го Краснознамённого стрелкового полка | капитан                                      | 10.04.1945                       | |
|                            | Смищук, Роман Семёнович         | стрелок 3-й стрелковой роты 2-го Краснознамённого стрелкового полка                   | красноармеец                                 | 12.06.1944                       | |
|                            | Стручков, Василий Васильевич    | старший механик-водитель танка 398 отдельного танкового батальона.                    | красноармеец                                 | 07.04.1940                       | Погиб в бою 11 февраля 1940 года. |
|                            | Харченко, Михаил Михайлович     | разведчик взвода пешей разведки 2 стрелкового полка                                   | рядовой                                      | 24.03.1945,10.04.1945.           | Дважды награждён орденом Славы I степени. |
|                            | Шевчук, Фёдор Куприянович       | Стрелок 359-го стрелкового полка                                                      | красноармеец                                 | 07.09.1944 04.04.1945 27.06.1945 | умер от ран 28.04.1945 |
|                            | Яковченко, Иван Ефимович        | помощник командира взвода 359-го стрелкового полка                                    | старший сержант                              | 10.04.1945                       | |

## Память
- Памятник защитникам Москвы, воинам 82 мсд, 32 и 50 сд. (автор Алексеев Николай Петрович, 1975 г.) Кубинка.
- Именем дивизии названа улица в Донецке.
- Обелиск на братской могиле в Полушкино.
- Мемориальная доска в Тучково, ул. Лебеденко, дом № 13.